# El Carmen, Salamanca
El Carmen är en ort i Mexiko.   Den ligger i kommunen Salamanca och delstaten Guanajuato, i den centrala delen av landet, 250 km nordväst om huvudstaden Mexico City. El Carmen ligger 1 711 meter över havet och antalet invånare är 351.
Terrängen runt El Carmen är platt åt sydväst, men åt nordost är den kuperad. Runt El Carmen är det tätbefolkat, med 257 invånare per kvadratkilometer. Närmaste större samhälle är Salamanca, 5,3 km sydost om El Carmen. Runt El Carmen är det i huvudsak tätbebyggt.